# Bennett (musikgrupp)
Bennett är en svensk rap-duo bestående av bröderna Sammy och Johnny Bennett. Bennett-bröderna är födda i Göteborg. De har ett nära samarbete med producenten Filip Hunter. De vann priset Årets Nykomling på Grammisgalan 2017. Första albumet OCH DU HETER släpptes april 2020.  På albumet medverkar bland annat Umeå-rapparen Fricky. De nominerades till Årets Hiphop/r'n'b 2020 på P3 Guld-galan 2021.
I mars 2022 släppte bröderna Bennett singlarna Razor och Wet Paint under namnet Deki Alem. Kort därefter släppte de sina första EP under sitt nya alias, kallat Among Heads.

## Diskografi

### EP
- 2017 – ST.RECK [6]

### Album
- 2020 – OCH DU HETER?[7]